# Carondelet-Madonna
De Carondelet-Madonna of De maagd met de heiligen (Frans: La Vierge aux saints) is een schilderij van de Florentijnse renaissanceschilder Fra Bartolommeo uit 1511-1512. Het is 2,6 meter hoog en 2,3 meter breed. Het paneel bevindt zich sinds 1676 in de kathedraal van Besançon in Frankrijk. De Carondelet-Madonna maakte onderdeel uit van het altaarstuk waartoe Ferry Carondelet de opdracht gaf en dat oorspronkelijk was voorzien van een lunet met De kroning van Maria, geschilderd door Mariotto Albertinelli, met wie Fra Bartolommeo op dat moment een gezamenlijk atelier runde in het San Marcoklooster in Florence. Van de lunet zijn drie fragmenten bewaard, die behoren tot de collectie van de Staatsgalerie Stuttgart in Stuttgart.

## Beschrijving
De opdrachtgever was de uit Mechelen afkomstige Ferry Carondelet, pauselijk gezant aan het hof van keizer Maximiliaan I. In 1510 vertrok hij voor een diplomatieke missie naar Bologna en Rome, waar hij eind juni 1511 aankwam. Waarschijnlijk heeft hij tijdens een tussenstop in Florence het altaarstuk besteld en voor Fra Bartolommeo geposeerd. Het altaarstuk moet uiterlijk eind 1512 voltooid zijn, voor de ontbinding van de samenwerking tussen Fra Bartolommeo en Mariotto Albertinelli in januari 1513. Het altaarstuk was bestemd voor de Sint-Stefanuskathedraal (Cathédrale Saint-Étienne) in Besançon, waar hij sinds 1504 kanunnik en aartsdiaken van het aartsbisschoppelijk kapittel was.
De Carondelet-Madonna is een van de sacra conversaziones die Fra Bartolommeo vooral maakte na zijn bezoek aan Venetië in 1508, waar hij kennis had gemaakt met de altaarstukken van Giovanni Bellini. Op dergelijke schilderijen zijn Maria met het Christuskind omringd door meerdere heiligen, die meestal symmetrisch rond haar zijn opgesteld. In dit geval zijn het, van links naar rechts, de heiligen Sebastiaan, Stefanus, Johannes de Doper, Antonius Abt en Bernardus, die in extase naar het visioen van de Madonna kijkt, zoals eerder op een ander schilderij van Fra Bartolommeo. Ferry Carondelet is rechtsonder knielend afgebeeld. Achter hem staat een bidbankje met zijn liturgische kleding. Op de grond liggend rozen gestrooid, een symbool van Maria. Gewoonlijk is de opdrachtgever in profiel weergegeven, maar in dit geval kijkt hij toeschouwer direct aan en wijst hij naar de Madonna met Kind. Hij legt zo contact tussen het aardse en het hemelse, een rol die meestal is toebedeeld aan een heilige als Johannes de Doper, zoals op de Madonna van Foligno. Johannes de Doper, wiens houding is gespiegeld aan die van Ferry, is in dit geval degene die de stichter aan Maria en Jezus voorstelt. De globale compositie lijkt te zijn beïnvloed door het altaarstuk dat Domenico Ghirlandaio voor de Santa Maria Novella maakte en waarvan het middenpaneel zich nu in de Alte Pinakothek in München bevindt.

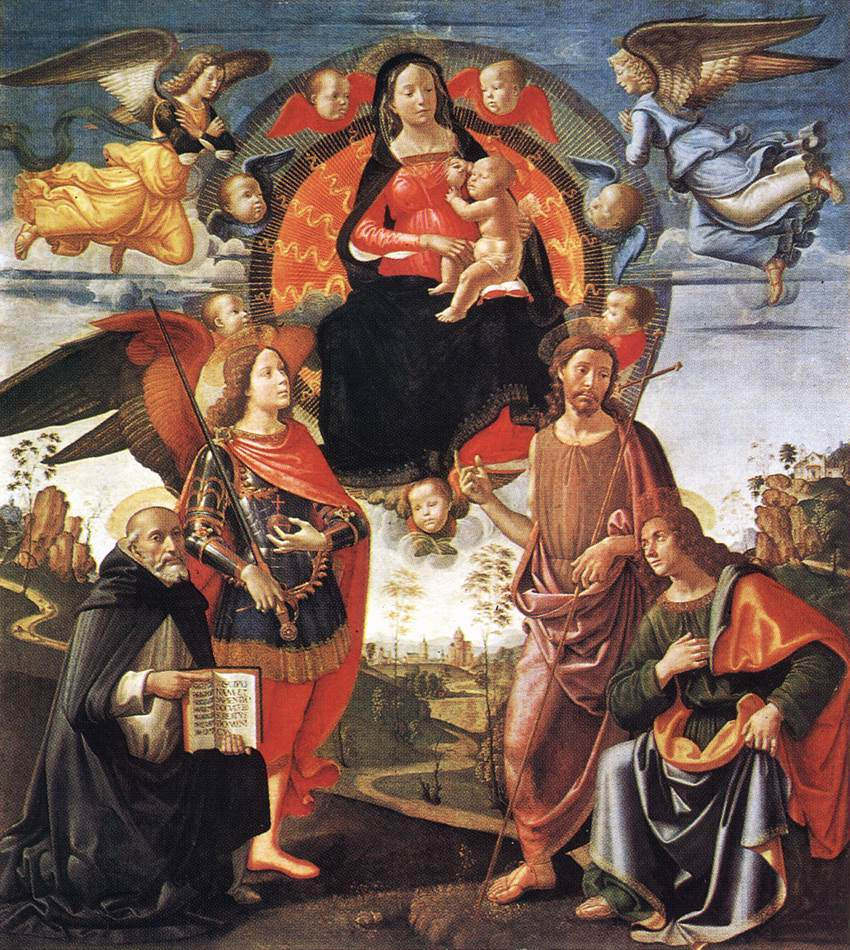
Domenico Ghirlandaio en atelier, Tornabuoni-altaarstuk, 1490-1498, Alte Pinakothek, München

Hoewel Fra Bartolommeo zich in principe aan het traditionele schema hield, wist hij er allerlei originele elementen in te verwerken, zoals het doorkijkje achter in de schemerige kapel naar een helder verlicht landschap in de stijl van Giorgione. Het schilderij is een voorbeeld van zijn creatieve gebruik van clair-obscur, waardoor de figuren een grote plasticiteit krijgen en uit het schilderij lijken te komen – iets waar Giorgio Vasari hem om prees. Verder speelt hij met symmetrie en variatie. Door gebaren en houdingen te herhalen, maar exacte spiegelbeelden te vermijden ontstaat een ingetogen ritme dat de compositie in evenwicht houdt. Zo zijn de houdingen van de twee musicerende engeltjes in de bovenhoeken vrijwel identiek, maar door ze vanuit verschillende gezichtspunten te tonen zorgt de schilder voor variatie. Een dergelijke kunstgreep paste ook Rafaël toe in zijn Triomf van Galatea en andere werken, zoals zijn vele Madonna's.
Rafaël, die met Fra Bartolommeo bevriend was, schilderde rond dezelfde tijd in Rome zijn Madonna van Foligno, dat overeenkomsten vertoont met de Carondelet-Madonna. Op beide schilderijen is de Madonna niet zoals gewoonlijk op een troon gezeten maar zweeft ze op een wolk en zijn ze omringd door engeltjes. Er bestaat een tekening van Rafaël, waaruit blijkt dat hij op de hoogte was van sommige elementen van Fra Bartolommeo's compositie. Bevriende kunstenaars wisselden vaak tekeningen uit en dat is in dit geval waarschijnlijk ook gebeurd.

## Voorstudies
De bewaard gebleven voorstudies voor het altaarstuk bevinden zich voornamelijk in de collecties van Museum Boijmans Van Beuningen te Rotterdam en in de Uffizi te Florence. Omdat de tekeningen voor het hoofdpaneel allemaal van de hand van Fra Bartolommeo zijn, heeft hij waarschijnlijk als enige aan dit paneel gewerkt. Voor de lunet bestaan niet alleen voorstudies door Fra Bartolommeo, maar ook een uitgewerkte tekening van de knielende Maria door Mariotto Albertinelli. Dit maakt aannemelijk dat hij alleen de lunet heeft geschilderd, en niet heeft meegewerkt aan het hoofdpaneel, in tegenstelling tot wat eerdere auteurs vermoedden.

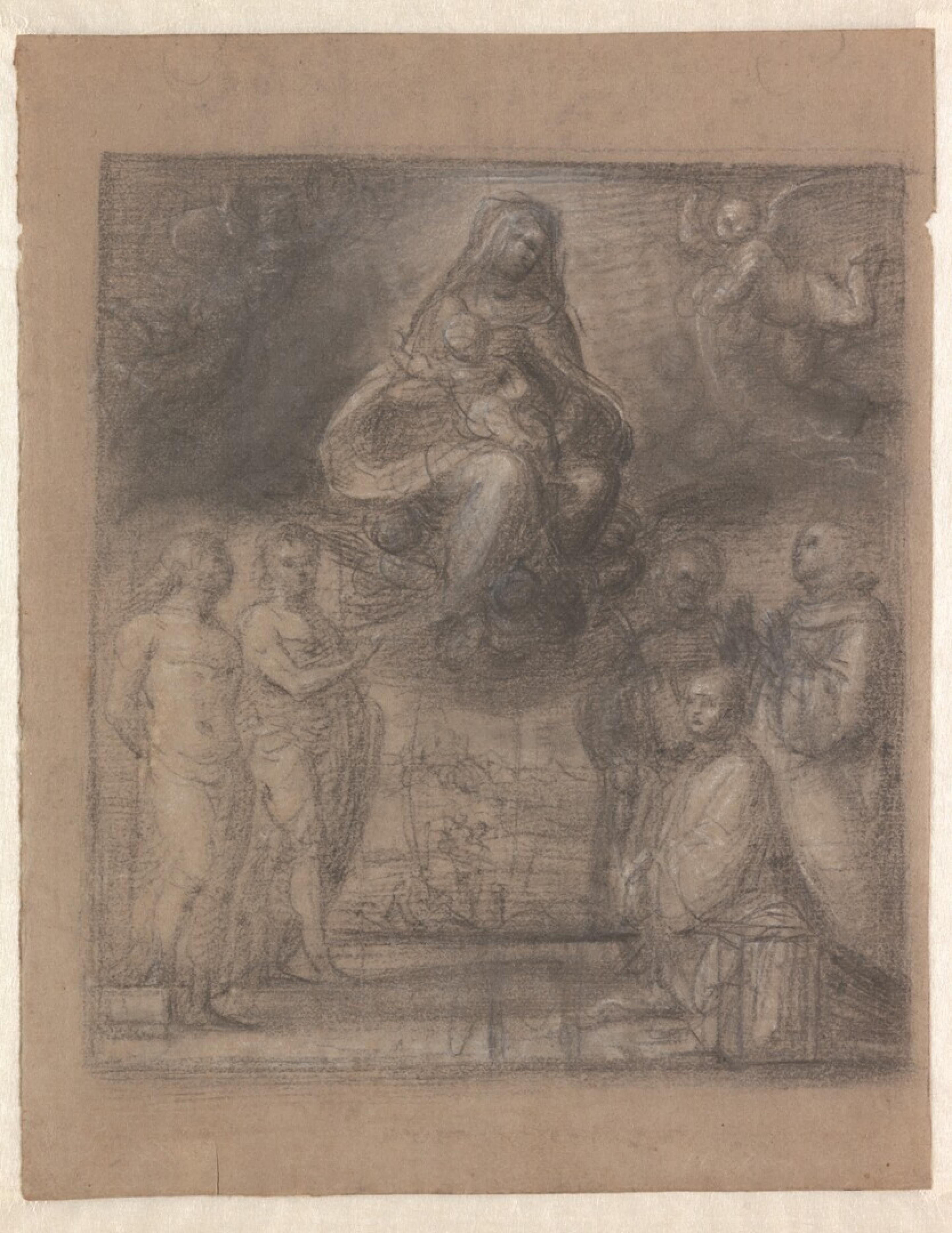
Compositieschets met een nog staande Johannes de Doper, Museum Boijmans Van Beuningen, Rotterdam
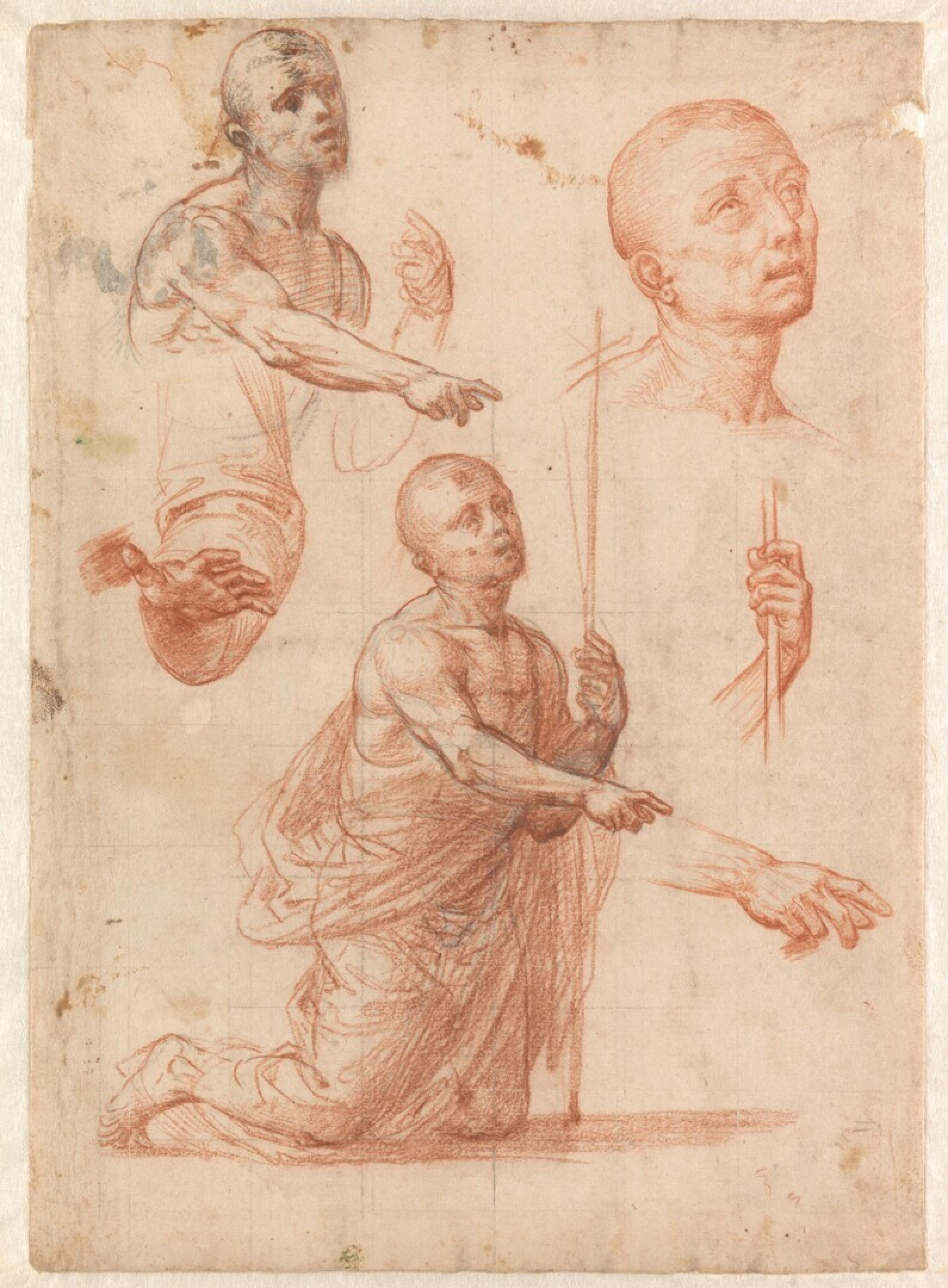
Studies van de knielende Johannes de Doper, Museum Boijmans Van Beuningen
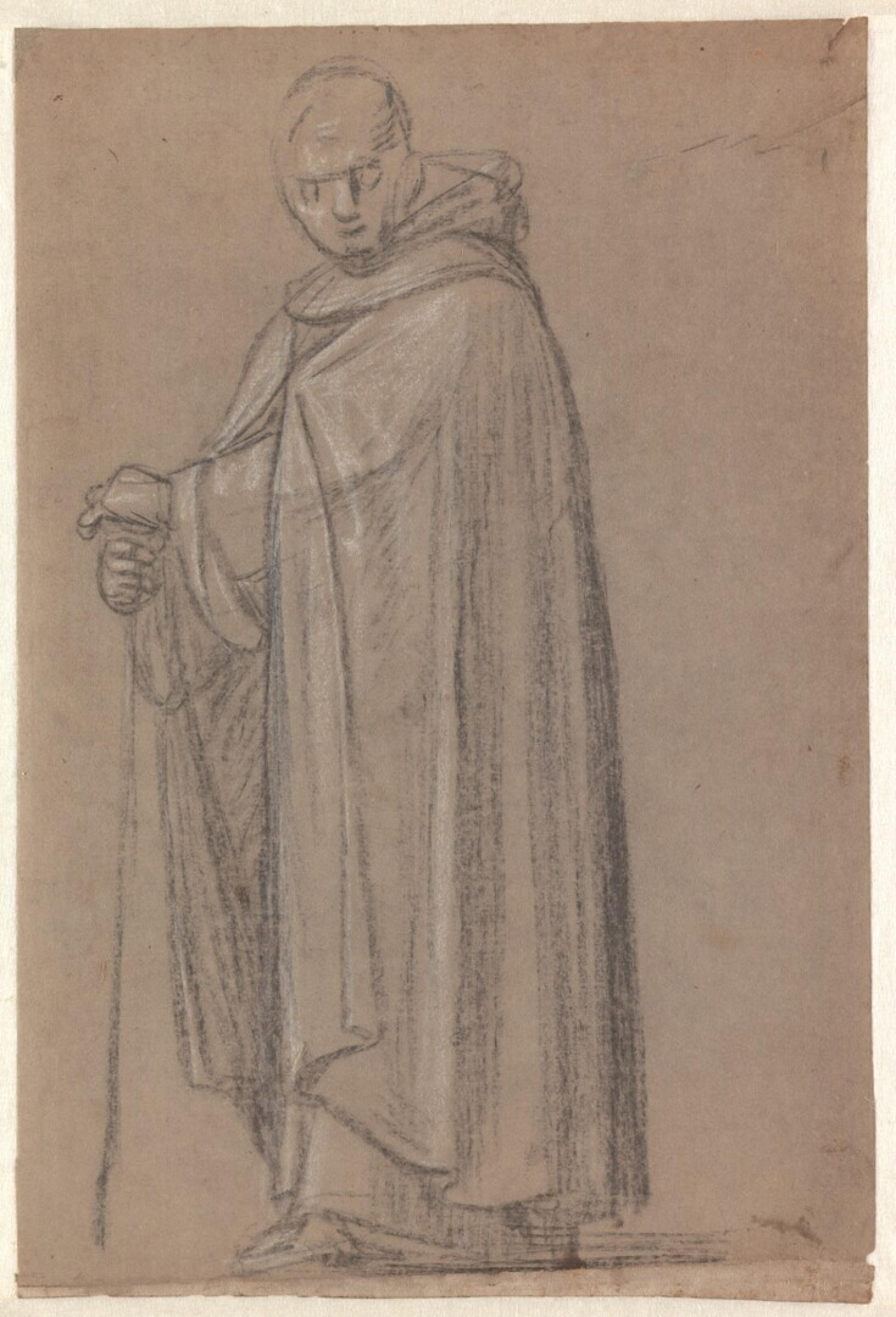
Studie van de heilige Antonius, Museum Boijmans Van Beuningen
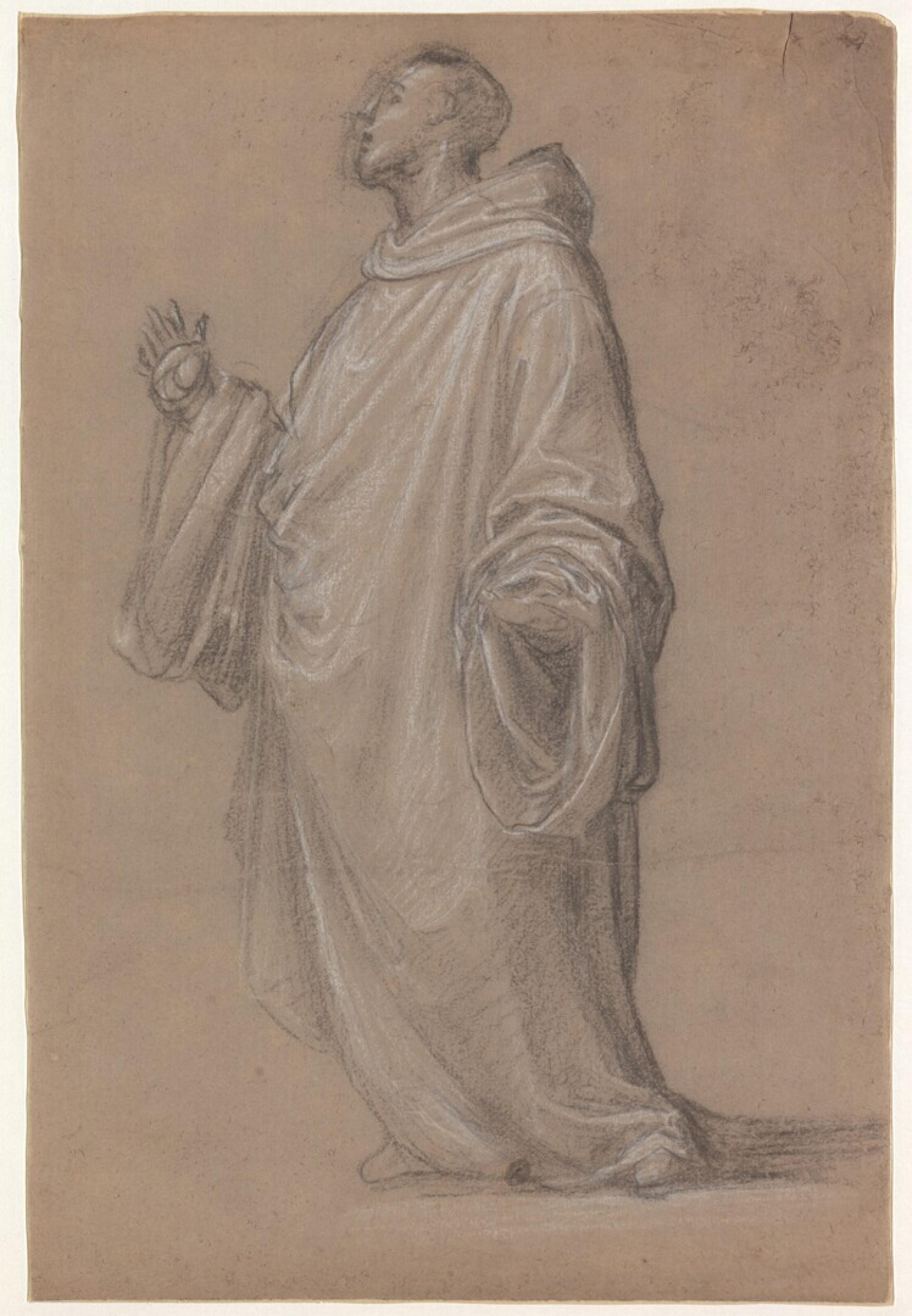
Studie van de heilige Bernardus, Museum Boijmans Van Beuningen
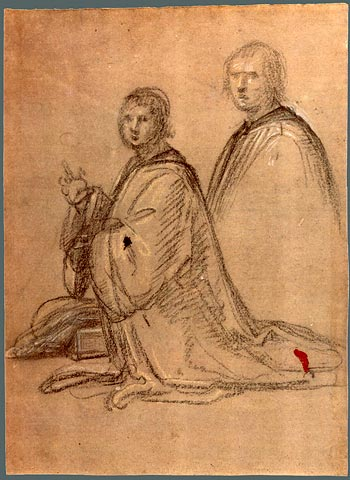
Studies van schenker Ferry Carondelet, Museum Boijmans Van Beuningen
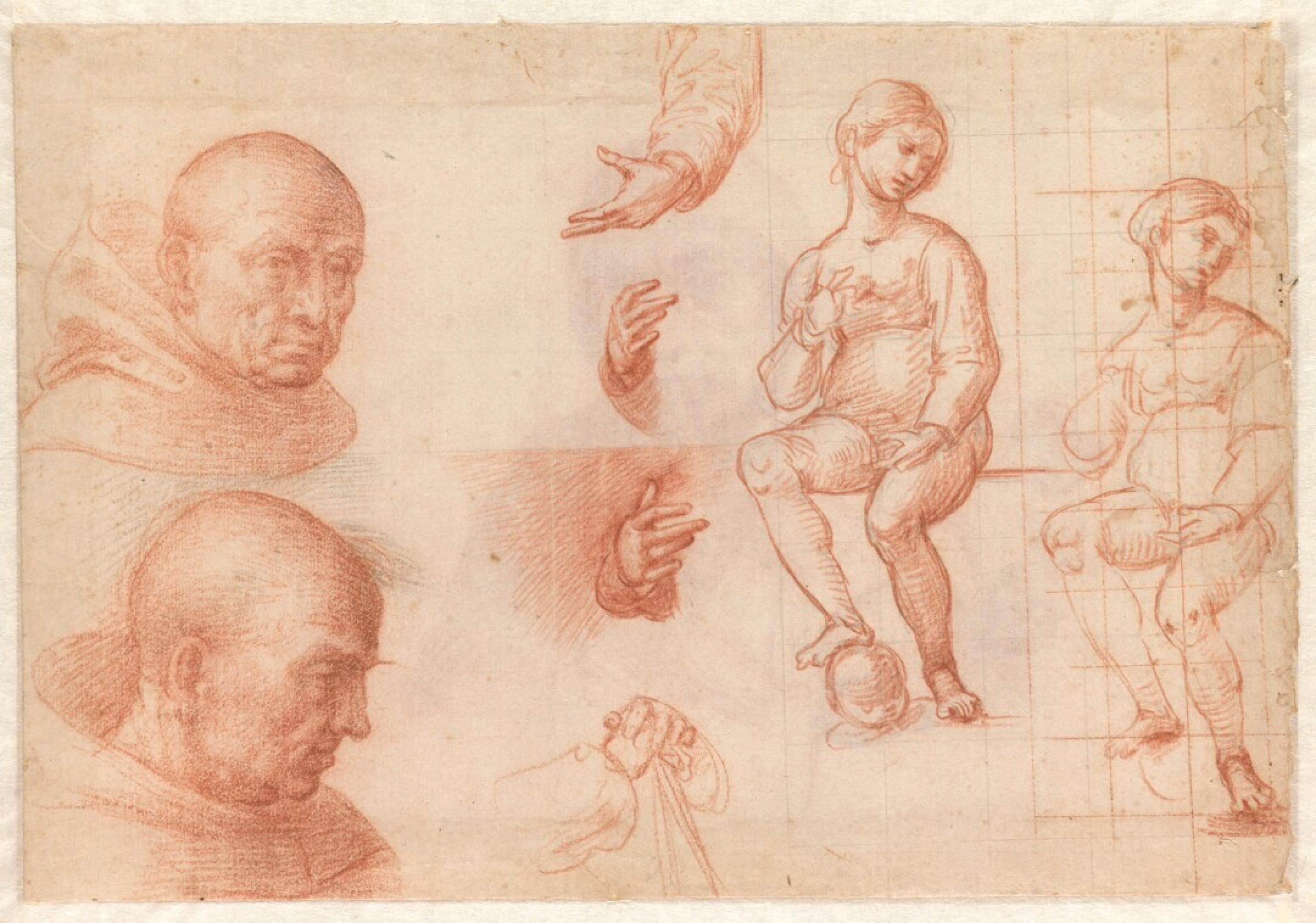
Studies voor de Madonna, handen en een monnik, Museum Boijmans Van Beuningen
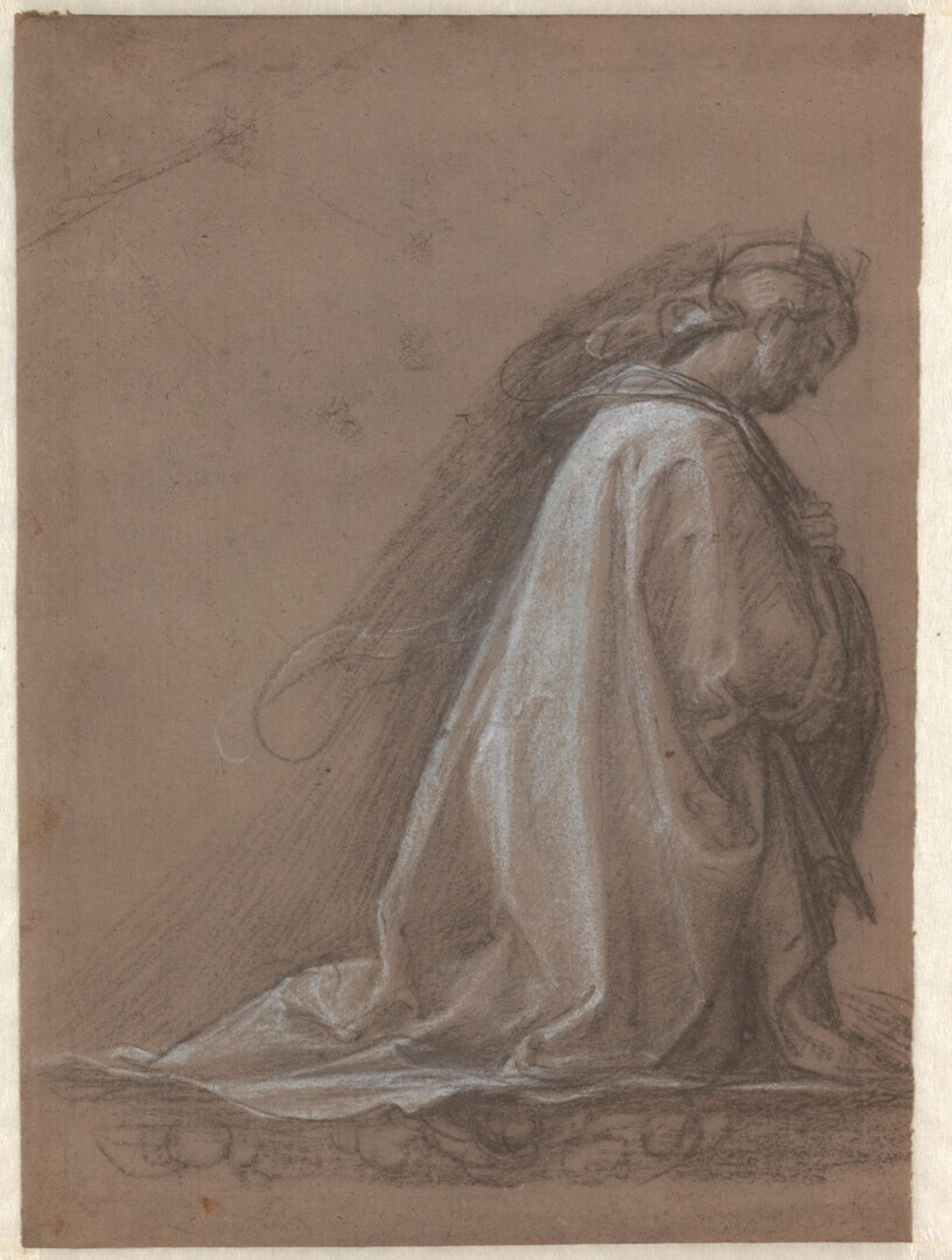
Studie voor De kroning van Maria, Museum Boijmans Van Beuningen
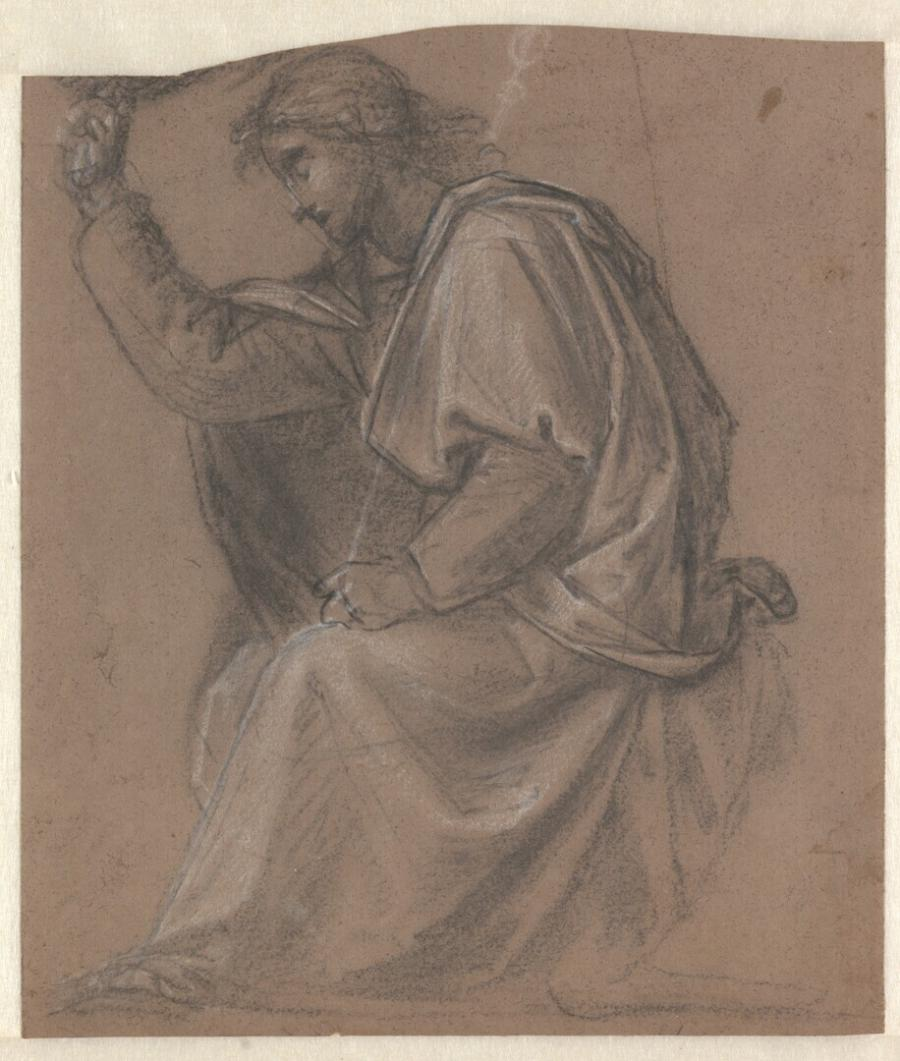
Studie voor De kroning van Maria, Museum Boijmans Van Beuningen
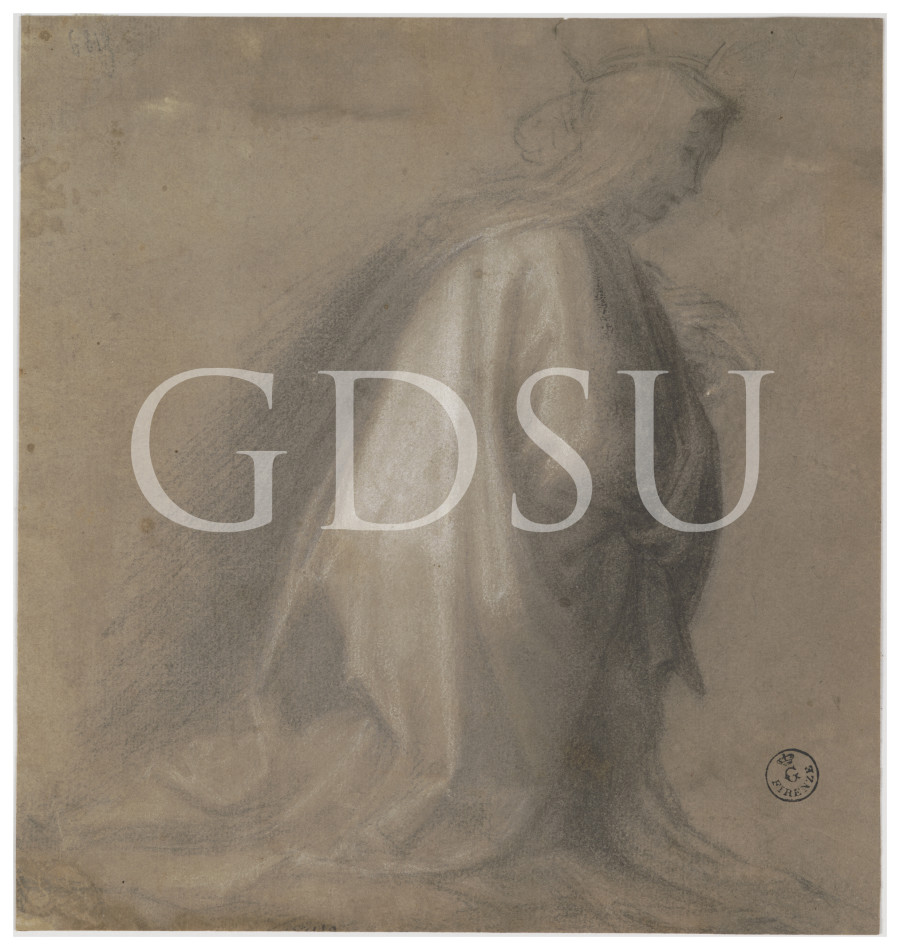
Mariotto Albertinelli, Studie voor De kroning van Maria, Uffizi, Florence

## Herkomst
Het altaarstuk werd door Ferry Carondelet geschonken aan de Sint-Stefanuskathedraal (Cathédrale Saint-Étienne) in Besançon en in zijn grafkapel aldaar geplaatst. Na de sluiting van de kerk werden graf en altaarstuk in 1676 overgebracht naar een kapel in de nog bestaande kathedraal van Besançon (Cathédrale Saint-Jean). Het altaarstuk raakte daar in 1729 beschadigd door het instorten van de klokkentoren, waarbij de kapel werd verwoest. De lunet werd verwijderd en kwam ten slotte in de kunsthandel terecht. De fragmenten van de lunet werden in 1843 verworven door de Staatsgalerie Stuttgart.